# Korotkije vstretji
Korotkije vstretji (russisk: Короткие встречи) er en sovjetisk spillefilm fra 1967 af Kira Muratova.

## Medvirkende
- Nina Ruslanova – Nadja
- Vladimir Vysotskij – Maksim
- Kira Muratova – Valentina
- Lydia Bazilskaja – Ljubka
- Olga Viklandt